# Rybna (Zawoja)
Rybna – część wsi Zawoja w Polsce, położona w województwie małopolskim, w powiecie suskim, w gminie Zawoja.
W latach 1975–1998 Rybna administracyjnie należała do województwa bielskiego.